# 677
Cette page concerne l'année 677  du calendrier julien. Pour l'année 677 av. J.-C., voir 677 av. J.-C.
L'année 677 est une année commune qui commence un jeudi.

## Événements
- 25 juin : levée du siège de Constantinople par les Arabes[1]. Le basileus Constantin IV Pogonate repousse, par le feu grégeois, la flotte arabe loin de Constantinople à la bataille de Syllaeum et oblige le calife Mu'awiyya à lui payer tribut (678).
- 15 septembre : après une bataille indécise entre les Neustriens et les Austrasiens près de Langres[2], Thierry III réunit à Malay-le-Roi une assemblée dans l'intérêt de l'Église et pour la confirmation de la paix, à la demande de Ouen de Rouen[3].

- Constantin IV signe une paix définitive avec les Lombards en Italie[4].
- Le parchemin remplace le papyrus à la chancellerie royale mérovingienne[5].
- Pas d’évêque mentionné à Embrun de 677 à 828[4].